# Francesco Campanella (criminale)
Francesco Campanella (Palermo, 8 luglio 1972) è un mafioso e collaboratore di giustizia italiano, ex braccio destro del boss di Villabate Antonino Mandalà.

## Biografia
Dopo una carriera politica lampo fu eletto, all'età di 24 anni circa, presidente del consiglio comunale di Villabate e mantenne la carica fino allo scioglimento del consiglio comunale stesso nel 1999, avvenuto a causa di infiltrazioni mafiose.
Nel 2000 fu nominato segretario nazionale dei giovani dell'UDEUR.
Nel 2001 abusò della sua posizione e delle sue conoscenze fra le istituzioni comunali di Villabate per falsificare la carta d'identità che Bernardo Provenzano utilizzò per recarsi all'estero per ricevere terapie mediche.
Alle sue nozze furono presenti i politici Clemente Mastella e Salvatore Cuffaro. Secondo le dichiarazioni di Campanella, al matrimonio fu presente anche il deputato dell'Udc Francesco Saverio Romano, indicato come organico alla famiglia mafiosa di Villabate. Romano ha però smentito la circostanza.
Nel dicembre 2005 Campanella dichiara che il deputato Giuseppe Lumia avrebbe ricattato il Sindaco di Bagheria, Pino Fricano, minacciandolo di avviare le procedure per lo scioglimento del comune per infiltrazione mafiosa. Lumia ha però smentito ogni accusa, annunciando di voler querelare Campanella.